# Guy Fawkes River
Guy Fawkes River är ett vattendrag i Australien. Det ligger i delstaten New South Wales, i den sydöstra delen av landet, omkring 450 kilometer norr om delstatshuvudstaden Sydney.
I omgivningarna runt Guy Fawkes River växer i huvudsak städsegrön lövskog. Trakten runt Guy Fawkes River är nära nog obefolkad, med mindre än två invånare per kvadratkilometer. Genomsnittlig årsnederbörd är 1 380 millimeter. Den regnigaste månaden är januari, med i genomsnitt 314 mm nederbörd, och den torraste är oktober, med 6 mm nederbörd.